# Piper curvatum
Piper curvatum är en pepparväxtart som beskrevs av Ruiz & Pav.. Piper curvatum ingår i släktet Piper och familjen pepparväxter. Inga underarter finns listade i Catalogue of Life.